# Protesi bicompartimentale
Una protesi bicompartimentale indica, nell'ambito della chirurgia protesica, una protesi ortopedica per il ginocchio, eseguita con un tipo di impianto innovativo, che si propone di sostituire solo alcune aree del ginocchio artrosico.